# Karel Thole
Karel Thole (Carolus Adrianus Maria Thole; * 20. April 1914 in Bussum, Provinz Noord-Holland; † 26. März 2000 in Cannobio, Italien) war ein niederländischer Grafiker.

## Leben und Wirken
Thole besuchte nach dem Abschluss der Mittelschule in Hilversum die staatliche Zeichenschule in Amsterdam. Eine Reise nach Italien im Jahr 1953 finanzierte er durch seine Zeichnungen. Danach arbeitete er als Titelbildillustrator teilweise für mehr als 20 Verlage. 1958 übersiedelte er nach Mailand. Er bekam Kontakt zum Verlag Arnoldo Mondadori Editore und erhielt den Auftrag, für dessen Science-Fiction-Serie Urania die Titelbilder zu zeichnen. Ab 1960 bestimmten seine phantastisch-surrealistischen, von Max Ernst, Salvador Dalí und René Magritte beeinflussten Bilder für 25 Jahre die Covergestaltung der Reihe.
Kurt Bernhardt, Chefredakteur beim Moewig-Verlag, verpflichtete ihn als Zeichner für die Vampir-Horrorroman-Reihe des Verlages. Er zeichnete 186 Titelbilder für die Reihe, davon durchgehend die der ersten 175 Nummern. Mit Titelbildern zu Werken von Philip K. Dick, Isaac Asimov, Thomas M. Disch und vielen anderen prägte er über viele Jahre hinweg das Gesicht der Science-Fiction-Literatur in Europa und vor allem in Deutschland. Auf dem Worldcon 1973 erhielt er einen Spezialpreis. Eine Sammlung seiner besten Illustrationen erschien 1982 in Deutschland unter den Titel Visionen des Unwirklichen: Die phantastischen Bilder des Karel Thole. 1994 wurde er zu seinem 80. Geburtstag für sein Lebenswerk mit dem Kurd-Laßwitz-Preis als bester Grafiker des Jahres geehrt. Auf Grund eines Augenleidens musste er seine Tätigkeit Mitte der 1980er Jahre einstellen. Ab 1993 lebte er mit seiner Frau in Cannobio am Lago Maggiore.